# Leptogenys coerulescens
Leptogenys coerulescens är en myrart som beskrevs av Carlo Emery 1895. Leptogenys coerulescens ingår i släktet Leptogenys och familjen myror. Inga underarter finns listade i Catalogue of Life.

## Bildgalleri

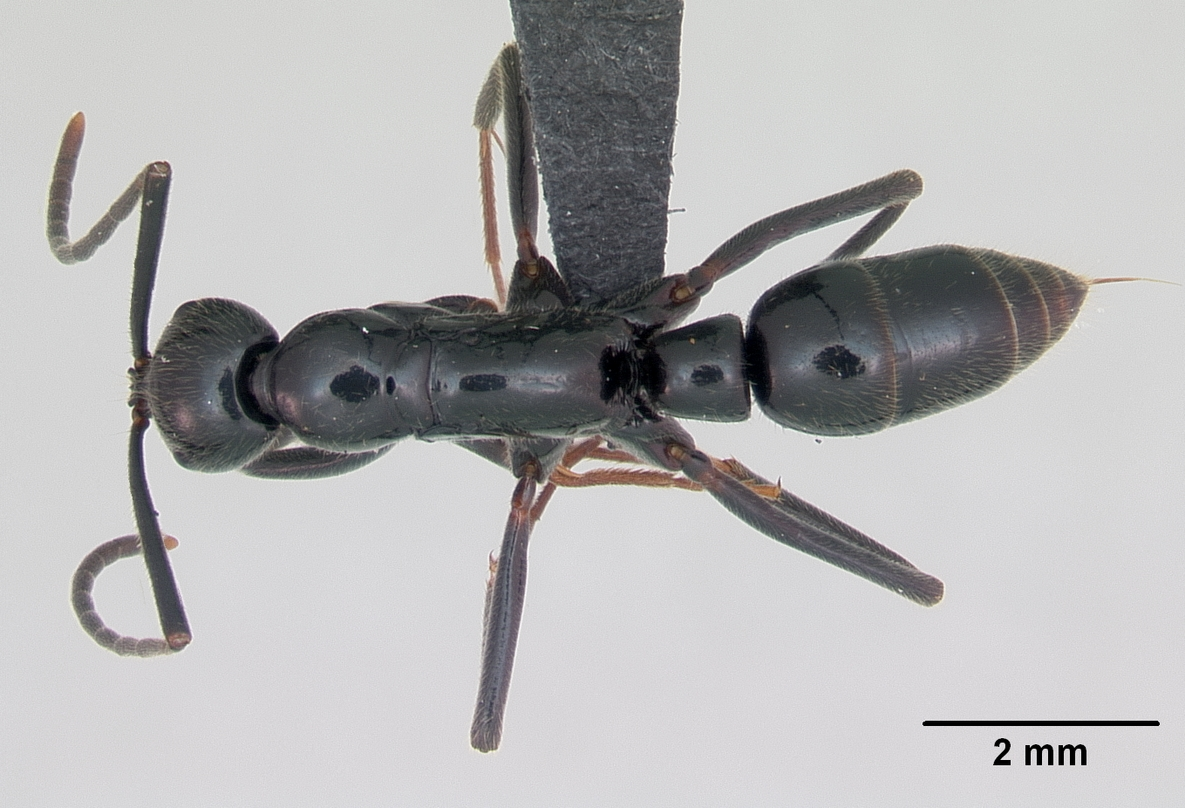
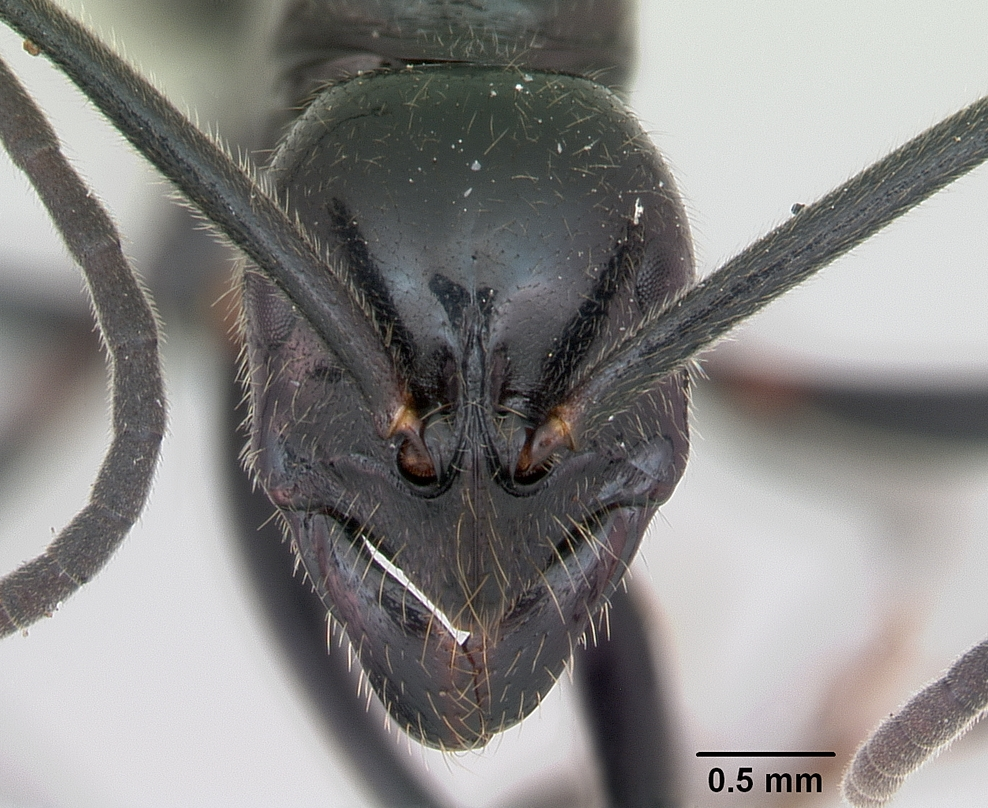
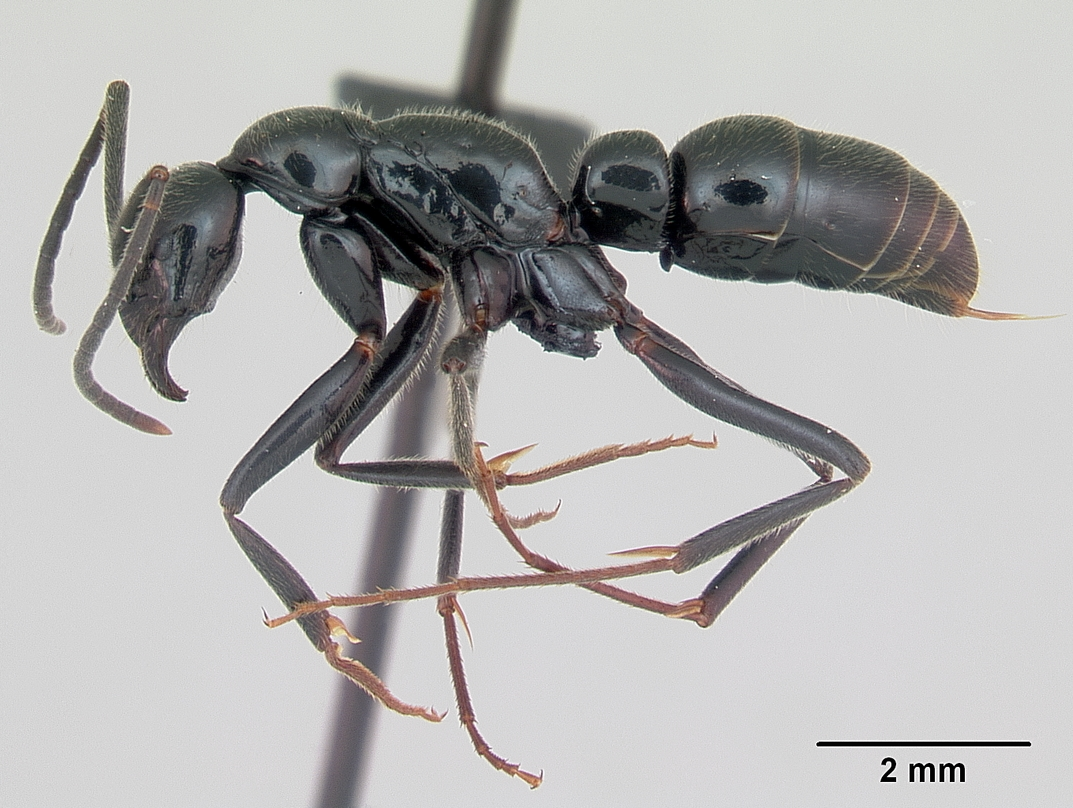
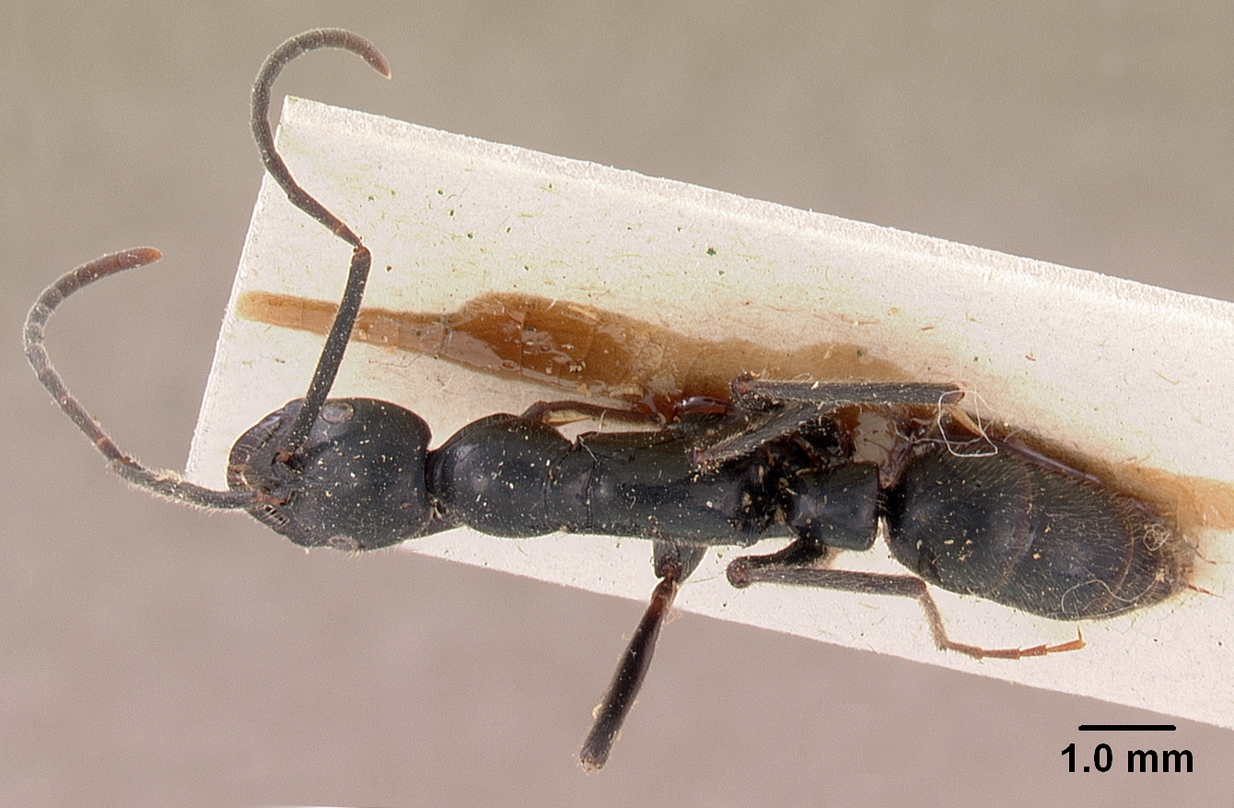
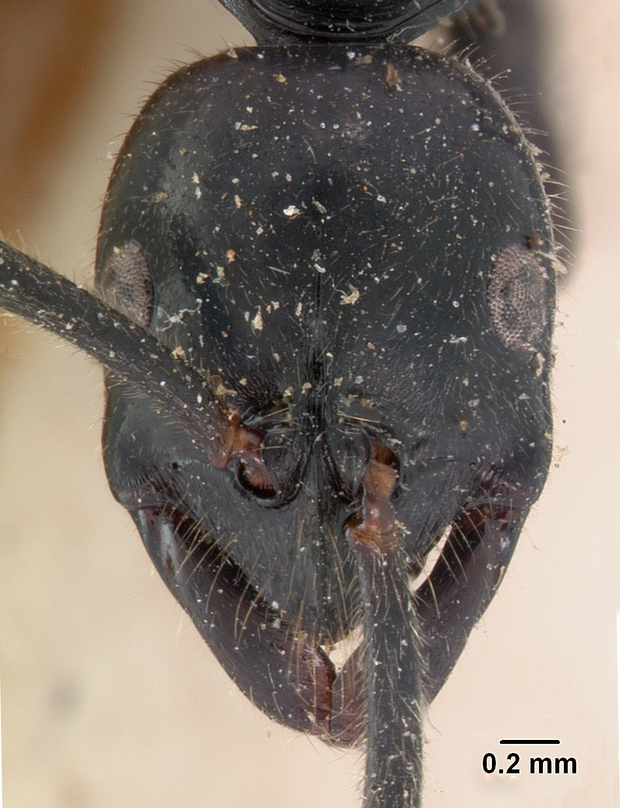
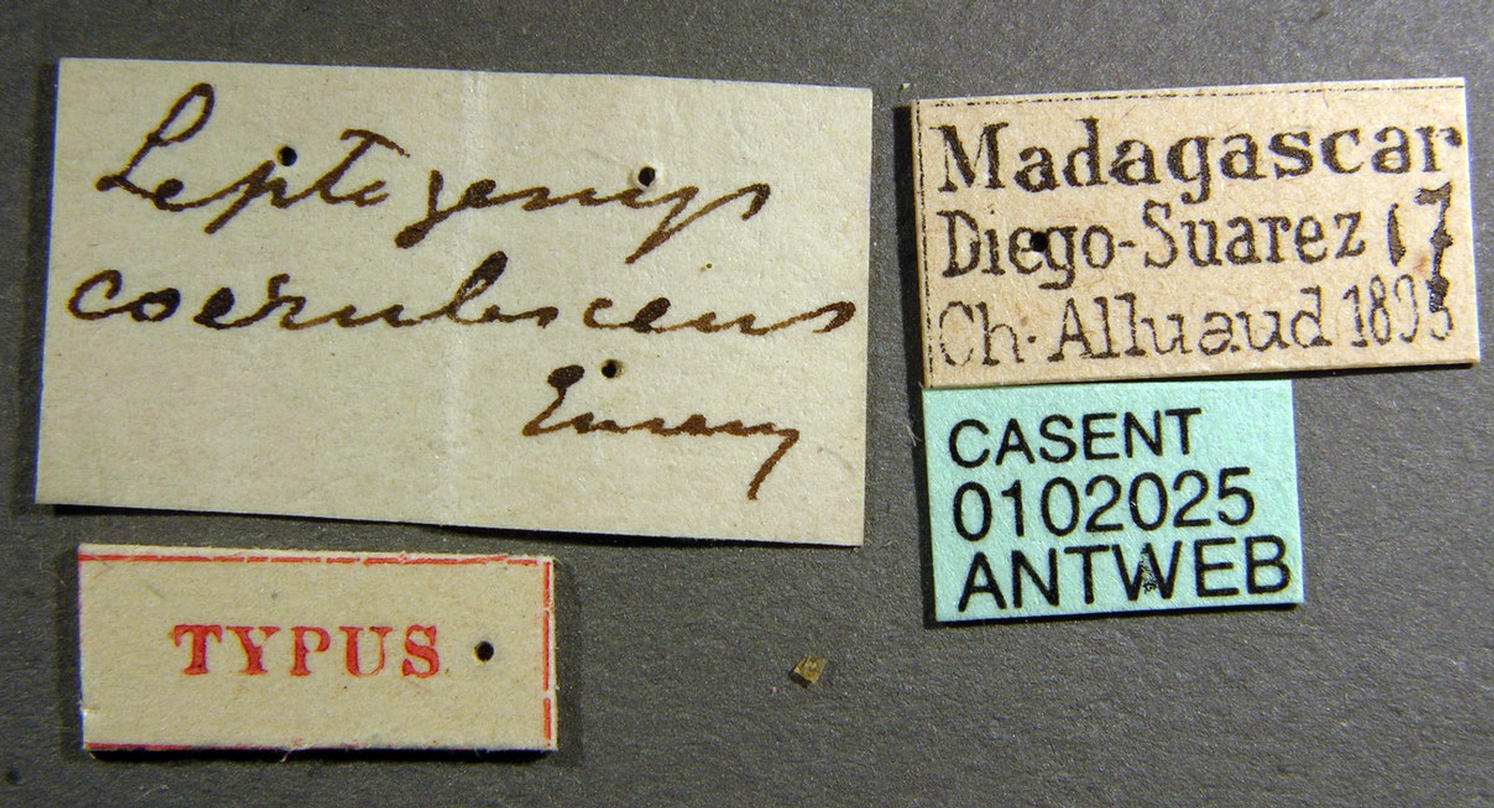